# Thetidia anomica
Thetidia anomica là một loài bướm đêm trong họ Geometridae.